# Teta drogerie
Teta drogerie is een drogisterijketen in Tsjechië en Slowakije. Het bedrijf is eigendom van p.k.Solvent s.r.o., een distributeur van drogisterij- en cosmeticaproducten in de regio. 
Teta heeft meer dan 500 winkels verspreid over Tsjechië.